# Anicka van Emden
Pour les articles homonymes, voir Emden.
Anicka van Emden, née le 10 décembre 1986, est une ancienne judokate néerlandaise s'étant illustrée dans la catégorie des moins de 63 kg (poids mi-moyens). 
Quelques mois après avoir remporté une médaille de bronze aux Jeux olympiques d'été de 2016, elle annonce mettre un terme à sa carrière.

## Palmarès
| Année | Compétition           | Lieu                     | Résultat | Catégorie      |
| ----- | --------------------- | ------------------------ | -------- | -------------- |
| 2011  | Championnats d'Europe | Istanbul ( Turquie)      | 2e       | Moins de 63 kg |
| 2011  | Championnats du monde | Paris ( France)          | 3e       | Moins de 63 kg |
| 2013  | Championnats du monde | Rio de Janeiro ( Brésil) | 3e       | Moins de 63 kg |
| 2014  | Championnats d'Europe | Montpellier ( France)    | 3e       | Moins de 63 kg |
| 2016  | Championnats d'Europe | Kazan ( Russie)          | 3e       | Moins de 63 kg |
| 2016  | Jeux olympiques       | Rio de Janeiro ( Brésil) | 3e       | Moins de 63 kg |